# Голубь сидел на ветке, размышляя о бытии
«Го́лубь сиде́л на ве́тке, размышля́я о бытии́» (швед. En duva satt på en gren och funderade på tillvaron) — чёрная комедия Роя Андерссона, удостоена высшей награды Венецианского кинофестиваля «Золотой лев». Фильм представляет собой заключительную часть трилогии, куда входят также картины «Песни со второго этажа» и «Ты, живущий».

## Название фильма
Режиссёр имеет в виду известное полотно Питера Брейгеля Старшего «Охотники на снегу», где можно увидеть сидящих на ветках дерева птиц, как бы созерцающих всю сцену. «Птица, — размышляет Андерссон, — поражена тем, что сидящие под деревом охотники не видят хаоса, который неизбежно приближается.».

## Содержание
Действие фильма, состоящего из 39 трагикомических скетчей, разворачивается в неопределённой западноевропейской стране, предположительно, в Швеции. Герои сменяют друг друга; основная сюжетная нагрузка приходится на странную пару — внешне слегка напоминающий зомби торговец бессмысленной утварью (клык вампира, «мешок со смехом» и страшная резиновая маска) и его умственно отсталый приятель. В фильме царит временной релятивизм; по словам известного кинокритика Валерия Кичина,
Миниатюры верны единому стилю и заторможенному ритму, но легко переносятся сквозь время то в пылкую юность ныне замороженных героев, то в эпоху Карла XII, прямо на коне заскочившего в попутный кабачок и там положившего глаз на смазливого русского бармена — непосредственно перед крахом под Полтавой.

## Поэтика
Большинство составляющих картину эпизодов сняты в минималистском духе, на театральный манер, при помощи неподвижной камеры; мизансцены перекликаются с полотнами Эдварда Хоппера.
В фильме присутствуют визуальные аллюзии на живопись Брейгеля, а также реминисценции из «Дон Кихота» Сервантеса и «Преступления и наказания» Достоевского. Поэтика фильма сродни театру абсурда Беккета.

## Награды и номинации
- 2014 — приз «Золотой лев» Венецианского кинофестиваля (Рой Андерссон).
- 2015 — премия Европейской киноакадемии за лучшую европейскую комедию (Рой Андерссон), а также 4 номинации: лучший европейский фильм (Рой Андерссон, Пернилла Сандстрём), лучший европейский режиссёр (Рой Андерссон), лучший европейский сценарист (Рой Андерссон), приз зрительских симпатий.
- 2015 — премия «Золотой жук» за лучшую работу художника-декоратора (Ульф Йонссон, Никлас Нильссон, Сандра Пармент, Изабель Шёстранд, Юлия Тегстрём), а также 4 номинации: лучший фильм (Пернилла Сандстрём), лучший режиссёр (Рой Андерссон), лучший монтаж (Александра Страусс), лучший грим (Линда Сандберг).
- 2015 — номинация на приз за лучший шведский фильм на Гётеборгском кинофестивале.
- 2015 — участие в конкурсной программе Сиднейского кинофестиваля.
- 2015 — номинация на премию «Спутник» за лучший международный фильм.
- 2016 — номинация на премию «Независимый дух» за лучший международный фильм.